# Atteva pulchella
Atteva pulchella is een vlinder uit de familie Attevidae. De wetenschappelijke naam van de soort werd in 1888 gepubliceerd door Frederic Moore.